# Германи
Германи (пол. Hermany) — село в Польщі, у гміні Тикоцин Білостоцького повіту Підляського воєводства.
Населення — 105 осіб (2011).
У 1975-1998 роках село належало до Білостоцького воєводства.

## Демографія
Демографічна структура станом на 31 березня 2011 року:
|          | Загалом | Допрацездатний вік | Працездатний вік | Постпрацездатний вік |
| -------- | ------- | ------------------ | ---------------- | -------------------- |
| Чоловіки | 49      | 12                 | 32               | 5                    |
| Жінки    | 56      | 16                 | 28               | 12                   |
| Разом    | 105     | 28                 | 60               | 17                   |